# Fédération catalane de rugby à XV
La Fédération catalane de rugby à XV est une organisation membre fondatrice de la FIRA en 1934 qui régit l'organisation du rugby à XV en Catalogne.
Elle regroupe les clubs, les associations, les sportifs, les entraîneurs, les arbitres, pour contribuer à la pratique et au développement du rugby dans tout le territoire catalan. Elle est également rattachée à l'Union des fédérations sportives catalanes.

## Historique
Le rugby est introduit en Espagne en 1921, à Sant Boi de Llobregat, par Baldiri Aleu Torras, qui a étudié à l'université de Toulouse où il apprend à y jouer. De retour dans son village natal, il crée avec un groupe d'amis l'Unió Esportiva Santboiana, le plus ancien club espagnol.
En 1922, quatre clubs jouent la première compétition de rugby du pays et, en septembre de la même année, sont jetées les bases de la Fédération catalane de rugby. Baldiri Aleu Torras en devient logiquement le président. L'année suivante, l'équipe catalane dispute sa première rencontre contre le Toulouse olympique sur l'hippodrome de Can Tunis, match perdu sur le score de 9 à 0. Le développement du rugby dans ces années est important et le Stade Olympique de Montjuïc est même inauguré par le roi Alphonse XIII, le 19 mai 1929, à l'occasion d'un match entre l'Espagne et l'Italie. 
En 1934, la Fédération internationale de rugby amateur (FIRA) voit le jour et les nations suivantes participent à la première réunion : la France, l'Allemagne, la Tchécoslovaquie, l'Italie, la Roumanie et la Catalogne. La Fédération espagnole de rugby proteste ne pouvoir intégrer cette nouvelle entité et la Catalogne joue les bons offices pour permettre à l'Espagne de rejoindre la FIRA en qualité de fédération associée. Madrid en est vexé et oblige les Catalans à disputer des compétitions parallèles jusqu'en 1940. 
En 2006, la fédération catalane a intenté une action en justice contre la FIRA - Association européenne de rugby qui lui refusait le statut de membre, lui fermant la porte des tournois internationaux. Elle a été déboutée en 2008 et contrainte de payer une amende de 6 000 € aux fédérations espagnole et européenne. 
Aujourd'hui, l'équipe de Catalogne continue de jouer des matchs amicaux contres des équipes étrangères, mais comme une sélection régionale.